# クララ・ヒューズ
クララ・ヒューズ（Clara Hughes、1972年9月27日 - ）は、カナダ連邦マニトバ州ウィニペグ出身の女子スピードスケート選手及び同自転車競技選手。

## 経歴
夏冬合わせて6度のオリンピック出場を果たし、また、合わせて通算6個のメダルを獲得。
2007年及び2010年、カナダ勲章を受章。また2010年バンクーバーオリンピック開会式では、カナダ選手団の旗手を務めた。

### 自転車競技における主な実績
1992年
- カナダ選手権・個人ロードレース 優勝

1995年
- ロードレース世界選手権・個人タイムトライアル(ITT) 2位
- パンアメリカン競技大会・個人ロードレース 2位
- カナダ選手権・ITT優勝
- リバティクラシック 優勝

1996年
- アトランタオリンピック
  -  個人ロードレース 3位
  -  ITT 3位

1999年
- カナダ選手権
  - 個人ロードレース 優勝
  - ITT 優勝

2000年
- シドニーオリンピック
  - ITT 6位
  - 個人ロード 43位
- カナダ選手権・ITT優勝

2002年
- コモンウェルスゲームズ
  - ITT 優勝
  - ポイントレース 3位

2003年
- パンアメリカン競技大会
  - ポイントレース 優勝
  - ITT 3位

2011年
- パンアメリカン選手権
  - ロード 優勝
  - ITT 優勝
- カナダ選手権 ITT 優勝
- ロードレース世界選手権 ITT 5位

2012年
- カナダ選手権 ITT 優勝
- ロンドン五輪・ITT 5位

### スピードスケートにおける主な実績
2002年
- ソルトレークシティオリンピック
  -  5000m 3位
  - 3000m 10位

2003年
- 世界距離別スピードスケート選手権大会 5000m 3位

2004年
- 世界距離別スピードスケート選手権大会 5000m 優勝

2005年
- 世界距離別スピードスケート選手権大会
  - チームパシュート 2位
  - 5000m 3位

2006年
- トリノオリンピック
  -  5000m 優勝
  -  チームパシュート 2位
  - 3000m 9位

2008年 世界距離別スピードスケート選手権大会 5000m 2位
2009年 世界距離別スピードスケート選手権大会 5000m 2位
2010年
- バンクーバーオリンピック
  -  5000m 3位
  - 3000m 5位